# Hans Baldung

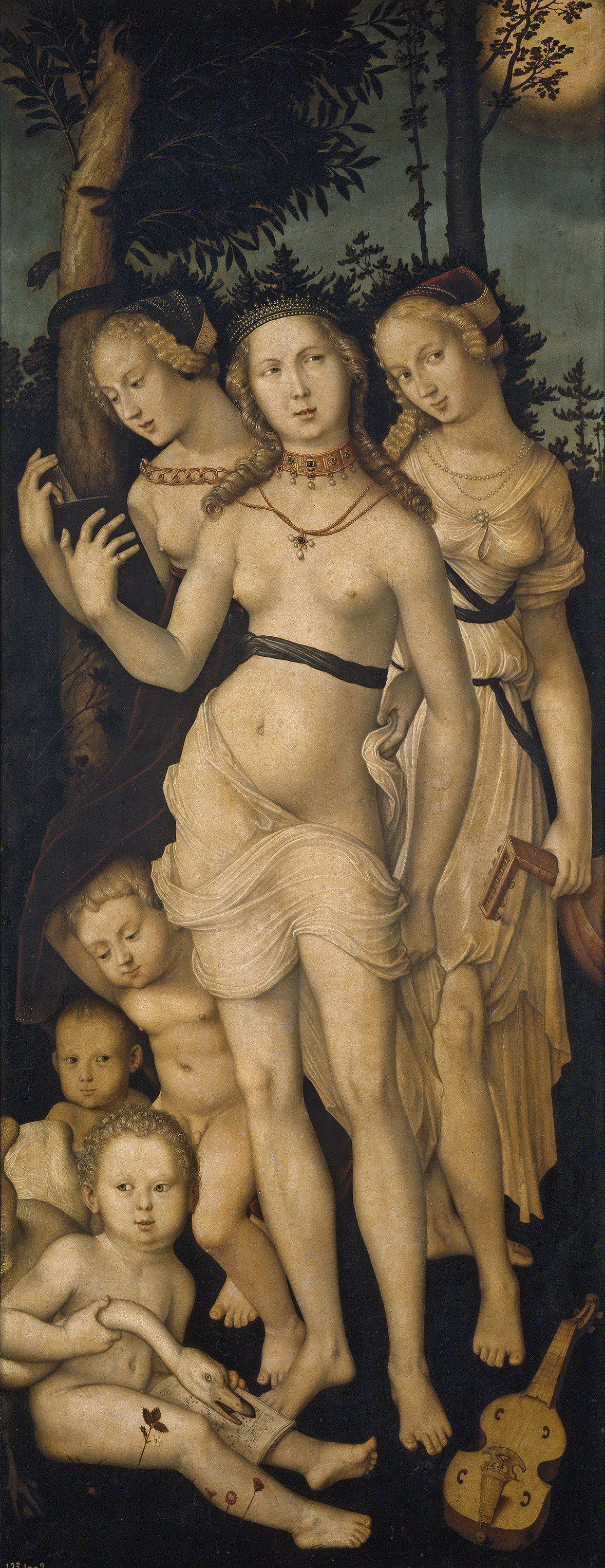
Hans Baldung Grien – "De tre gracerna" (1539). Museo del Prado, Madrid.

Hans Baldung Grien, egentligen Hans Baldung, född cirka 1484 i Schwäbisch Gmünd i Tyskland, död i september 1545 i Strassburg, var en tysk målare och grafiker under renässansen.
Han började sin utbildning troligtvis hos en mästare i Strassburg. 1503 flyttade han till Nürnberg och fortsatte sin utbildning hos Albrecht Dürer. De bägge målarna blev goda vänner. Efter ett uppdrag i Halle an der Saale där Baldung dekorerade katedralen kom han 1509 tillbaka till Strassburg. Mellan 1512 och 1515 var Baldung sysselsatt med högaltaret till kyrkan i Freiburg im Breisgau.
Baldung inspirerades av Dürers måleri och sökte mäta sig med dennes porträttkonst. Förutom porträtt utförde Baldung en rad målningar med kristna och allegoriska motiv, till exempel Kristi födelse och De tre gracerna. Altartavlan Jungfru Marie kröning (1512-1516) anses vara hans förnämsta verk. Han formgav även målade glasfönster.

## Tavlor och andra verk (urval)
- Aschaffenburg, Schloss Johannisburg
  - Die Kreuzigung Christi. cirka 1535
- Augsburg, Staatsgalerie
  - 2 altaredelar (Karl der Große; Der heilige Georg).
- Bamberg, Neue Residenz
  - Die Sintflut. 1516.
- Kunstmuseum Basel
  - Die Geburt Christi. 1510
  - Die Kreuzigung Christi. 1512
  - Die heilige Anna Selbdritt. cirka 1512/13
  - Die heilige Dreifaltigkeit mit Schmerzensmutter. cirka 1513 till 1515
  - Der Tod und das Mädchen. 1517
  - Der Tod und die Frau. cirka 1517
  - porträtt Adelberg III. v. Bärenfels. 1526
- Berlin, Gemäldegalerie
  - Der Dreikönigsaltar cirka 1506/07
  - Die Kreuzigung Christi. 1512
  - porträtt Ludwig Graf zu Löwenstein. 1513
  - Die Beweinung Christi. cirka 1516
  - Kopf eines Greises. cirka 1518/19
  - Pyramus und Thisbe. cirka 1530
  - Maria mit dem Kinde und einem Engel (Grunewaldmadonna). cirka 1539
  - Loth. (fragment)
- tidigare Berlin, Deutsches Museum
  - Die Kreuzigung Christi. cirka 1520 (troligtvis 1945 förstört)
- Bielefeld, Sammlung Oetker
  - porträtt Graf Georg I. zu Erbach. 1533
- Budapest, Szépmüvészeti Múzeum
  - Schmerzhafte Muttergottes. cirka 1516
  - Adam. Eva. cirka 1520 till 1525
- Cleveland Museum of Art
  - Die Messe des heiligen Gregor. cirka 1511
- Coburg, Veste Coburg
  - Die Gefangennahme Christi. cirka 1518 till 1520
- Darmstadt, Hessisches Landesmuseum
  - Christus als Gärtner. 1539
- Dessau, Anhaltische Gemäldegalerie
  - Die Anbetung der Könige. 1510
- Wikimedia Commons har media som rör Hans Baldung.